# リリアン・ワトソン (競泳選手)
リリアン“ポッキー”ワトソン（英: Lillian "Pokey" Watson、1950年7月11日 - ）は、アメリカ合衆国の競泳選手。東京オリンピックの4×100m自由形リレーで金メダルを獲得し、その4年後の1968年メキシコシティーオリンピックでも200m背泳ぎで金を獲得した。
1966年8月19日にはドーン・フレーザーが6年間保持した長水路200m自由形を2分10秒5で破り、1年間世界記録保持者となった。リレーでもいくつか世界記録を立てた。
1984年にフロリダ州フォートローダーデールの国際水泳殿堂入り。